# Ozun (Covasna)
Ozun es una comuna ubicada en el distrito de Covasna, Rumania.

## Superficie
Posee una superficie de 84,03 kilómetros cuadrados.

## Demografía
Hasta 2021 la población era de 4213 habitantes, con una densidad de población de 50,14 habitantes por kilómetro cuadrado.